# Кадетская перекличка

Обложка журнала «Кадетская перекличка»

«Каде́тская перекли́чка» (англ. Cadets Rollcall) — периодический журнал. Выходил в Нью-Йорке на русском языке с 1971 по 2009 годы. Издатель — Объединения Кадет Российских Кадетских Корпусов за рубежом.
Девиз журнала: «Рассеяны, но не расторгнуты».

## История
Основан в 1971 году Кадетским объединением в Нью-Йорке. Вначале выходил три раза в год, в размере около 100 страниц. Впоследствии выходил ежегодно, в размере около 360 страниц, из которых около 16 страниц — цветные фотографии.
Во втором номере журнала его первым редактором было указано, что «Кадетская перекличка» будет иметь главным образом «историческо-литературное содержание». Затем второй редактор журнала уточнил, что «Кадетская перекличка» является «органом русской национально-патриотической мысли» (№ 51).
Первым редактором журнала был П. В. Олферьев, вице-унтер-офицер 14-го выпуска I РВКККК (Первого Русского Великого Князя Константина Константиновича кадетского корпуса) и председатель Нью-Йоркского кадетского объединения. Затем, с 1978 по 1992 год, редактором был Н. В. Козякин, кадет 8-го выпуска Крымского кадетского корпуса. С 1992 года по 2002 год редактором был А. Б. Иордан, вице-фельдфебель 21-го выпуска I РВКККК и вице-председатель Нью-Йоркского кадетского объединения.
После кончины А. Б. Иордана редактором стал Игорь Николаевич Андрушкевич, кадет 26-го выпуска I РВКККК и председатель Кадетского объединения в Аргентине. Администратор: Юрий Иллиодорович Шидловский. 80-й номер журнала вышел в Нью-Йорке в 2009 году.
Последние номера журнала выпускались исключительно стараниями его редактора И. Н. Андрушкевича, который из-за преклонного возраста и состояния здоровья фактически прекратил работу по изданию.

## Характер публикаций
Все 80 номеров, вышедшие за 38 лет существования журнала, являются ценной и незаменимой летописью не только кадетского движения, его съездов и его решений, резолюций и обращений, но также и верным отражением идей, мыслей, надежд и упований русской белой эмиграции. На страницах журнала была опубликована масса фактического материала о жизни и истории кадетских корпусов в Российской Империи и в эмиграции, а также воспоминаний и документов, посвящённых жизни выпускников русских кадетских корпусов; некрологи, позволяющие проследить судьбы многих бывших кадет, окончивших свой нелёгкий путь за пределами Родины.
До начала 1990-х годов журнал придерживался традиционной идейной позиции русского белого зарубежья, но в период редакторской деятельности А. Б. Иордана политическая линия журнала стала меняться в сторону сотрудничества с властями Российской Федерации и их официальными структурами, что вызвало резкую критику редакции со стороны ряда деятелей русской эмиграции, не признавших легитимности власти, установленной в России после 1991 года, и считавших её прямой продолжательницей советской власти.

## В России
В 1997 году в Москве по инициативе Совета Кавказского СВУ было начато издание газеты «Кадетская перекличка — 2», которая должан была содействовать объединению суворовско-нахимовского движения в России и в СНГ, а также способствовать возрождению кадетских традиций. Название было взято в честь журнала «Кадетская перекличка», а одним из спонсоров стал бизнесмен Борис Йордан, сын выпускника Первого русского великого князя Константина Константиновича кадетского корпуса и редактора журнала «Кадетская перекличка» А. Б. Йордана. Всего в 1997—1998 года вышло 5 номеров.
В 2006—2011 годах Фонд содействия кадетским корпусам имени А. Йордана издавал общественный периодический журнал для кадетских корпусов России «Российская Кадетская Перекличка».
В 2020 году московское издательство «Грифон» в рамках проекта «Кадетское наследие» выпустило репринтное издание «Кадетская перекличка: журнал Объединения кадет российских кадетских корпусов за рубежом в 21 томе».